# Minor White
Minor Martin White (9 de julio de 1908 - 25 de junio de 1976) fue un fotógrafo estadounidense fundador de la revista Aperture.

## Biografía
Su abuelo era aficionado a la fotografía y con seis o siete años le regalaron una cámara Brownie con la que estuvo haciendo fotos hasta su adolescencia. Se graduó en botánica en la universidad de Minnesota entre 1928 y 1933 y comenzó a escribir poesías pero no obtuvo los resultados que esperaba y no disponía de suficiente dinero para dedicarse a hacer fotografías. En 1938 se trasladó a Portland donde estuvo trabajando en un hotel como vigilante nocturno mientras durante el día trabajaba en un laboratorio fotográfico afiliado a la Works Progress Administration. Se afilió al Oregon Camera Club y tuvo ocasión de exponer en el Museo de Arte de Portland. Tras realizar el servicio militar se trasladó a Nueva York en 1945 y estuvo estudiando arte en la universidad de Columbia. Entabló amistad con Alfred Stieglitz, Edward Weston y en 1946 se fue a San Francisco como ayudante de Ansel Adams en la California School of Fine Arts, donde tuvo como alumno a C. Cameron Macauley.
La influencia de Stieglitz y la fotografía directa unida a su alto dominio de la técnica fotográfica le llevó a definir la «fotografía como un espejismo» y a conferir a la imagen de un significado interno diferente al aparente. Otra de sus aportaciones teóricas se refiere a la importancia de aquello que el fotógrafo encuentra de un modo accidental que lo expone en su obra Found photograpy.
En 1952 fundó la revista Aperture que en su primer número llevaba en la portada una fotografía de Dorothea Lange e incluía dos artículos, uno sobre la captura fotográfica de Nancy Newhall y otro escrito por él mismo sobre la fotografía con cámaras pequeñas. Poco después se trasladó a Rochester para colaborar con Beaumont Newhall en la George Eastman House. Entre 1956 y 1964 estuvo enseñando en el Rochester Institute of Technology y ente sus alumnos se encontraron Paul Caponigro y Jerry Uelsmann. Después estuvo enseñando fotografía en el Instituto Tecnológico de Massachusetts hasta sus últimos días.